# Mädchenmannschaft
Die Mädchenmannschaft (MM) war ein deutschsprachiges feministisches Blog des Vereins Mädchenmannschaft e. V., das seit 2007 über Politik, Medien, Werbung und geschlechtersensible Projekte berichtet. Der letzte Beitrag war vom 28. Juni 2020.

## Entstehung und Konzept
Das Blog wurde im November 2007 von Barbara Streidl, Susanne Klingner und Meredith Haaf als Gemeinschaftsprojekt gegründet. Es wurde nach Aussage der Autorinnen vom englischsprachigen Weblog feministing.com beeinflusst. Die Idee ging aus ihrer Publikation Wir Alphamädchen hervor.
Die Mädchenmannschaft berichtete in verschiedenen Rubriken über aktuelle geschlechterrelevante Themen aus Politik und Gesellschaft. Zudem erschienen Dossiers und Serien sowie Podcasts zu unterschiedlichen Themen wie feministische Literatur, Aktivismus, Sexualität, Körper und Geschichte.
Die Mädchenmannschaft betrieb außer dem Blog auch Kanäle in den sozialen Medien. 2009 gründeten die Betreibenden des Blogs die „Girls On Web Society“, um Frauen im Internet besser zu vernetzen.
2010 wurde der Verein Mädchenmannschaft e. V. zur Unterstützung der Arbeit am Blog selbst sowie der politischen Arbeit seiner Autorinnen gegründet. Der Verein war im Laufe der Zeit an verschiedenen Projekten beteiligt und kooperierte etwa mit dem Barcamp Frauen oder der Heinrich-Böll-Stiftung.

## Autorinnen
Zuletzt schrieben 10 Stammautorinnen für das Blog: die Politologin und Soziologin Magda Albrecht, die Soziologin Nadia Shehadeh, Nadine Lantzsch, Sabine Mohamed, accalmie, Anna-Sarah Hennig, Charlott Schönwetter, Hannah C. Rosenblatt, Julia Roßhart und Sharon Dodua Otoo.
Aktuelle und ehemalige Blogautorinnen publizierten zu frauenpolitischen und feministischen Themen unter anderem in Spiegel Online, dem Tagesspiegel und in der Wochenzeitung der Freitag.
Die Gründungsmitglieder Barbara Streidl, Meredith Haaf und Susanne Klingner sowie Katrin Rönicke, Helga Hansen, Jennifer Litters, Adele, Mutti Erna, Nicole Selmer, Thomas Richter, Werner Graf, Hannah Wettig haben das Projekt zwischen 2010 und 2012 verlassen.

## Nominierungen und Auszeichnungen
Auszeichnungen
- 2008 Deutsche Welle Blog Award als bestes deutschsprachiges Weblog.[8]

Nominierungen
- 2009 Grimme Online Award in der Kategorie „Information“[9]
- 2009 Alternativer Medienpreis[10]

## Mediale Rezeption
Die Mädchenmannschaft trat in den Medien vor allem im Kontext von Diskussionen zur Netzkultur und der Partizipation von Frauen in der Blogging-Szene auf. Die Süddeutsche Zeitung berichtete beispielsweise über die Teilnahme der Mädchenmannschaft bei der Blogging-Konferenz re:publica als eines der wenigen von Frauen betriebenen Blogs. In der taz wurde das Weblog als Meinungsführer im Bereich Frauenpolitik und Feminismus bezeichnet und für seine Networking-Aktivitäten gelobt. Die Online-Magazine Breitband und Online Talk des Deutschlandradios stellten das Blog als fachspezifischen Meinungsmacher im Sinne eines Cyber-Feminismus in der Blogging-Szene vor.
Niklas Hofman schrieb in der Süddeutschen Zeitung, über Netzfeminismus werde als „dritte Welle“ der Frauenbewegung gesprochen, es fehle aber noch eine klare Definition des Begriffs. Er zitiert Emily Nussbaum, die in einem Feature für The New Yorker die frauenzentrierte Blogosphäre als einen im Netz neu geborenen, jungen und selbstbewussten Feminismus beschrieben hatte, und erkennt in Deutschland Bestrebungen der Vernetzung zu einer losen Bewegung, „die rund um Blogs wie "Mädchenmannschaft" und Medien wie das Missy Magazine entstanden ist“.
Die taz berichtete 2012, dass alle Gründungsmitglieder ausgestiegen seien, da sich das Umgangston stark gewandelt habe: „Die Sprache ist rauer, man bloggt über sexistische Kackscheiße, kotzt sich aus“. Susanne Klingner kritisiert, dass die neue „Mädchenmannschaft“ nicht mehr mit heterosexuellen Männern zusammenarbeiten wollte – ein Markenzeichen der alten Bloggerinnen-Truppe. Zudem wird nun auch Weißsein thematisiert und Suprematievorstellungen von „weiß Positionierten“ gegenüber People of Colour kritisiert. In einem weiteren Artikel in der Jungle World wurde von Hannah Wettig berichtet, der personelle Konsequenzen angedroht worden seien, weil sie als Weiße in einem Workshop über Frauen in arabischen Revolten sprechen wollte. Ein anderes Mitglied habe deswegen die Redaktion des Blogs verlassen.
Nadia Shehadeh reagierte im Oktober 2012 auf die Vorwürfe in ihrem eigenen Blog: Sie äußert, dass der Großteil der Aussteigerinnen bereits seit 2011 nicht mehr aktiv als Bloggerinnen der Mädchenmannschaft in Erscheinung getreten seien. Nadine Lantzsch reagierte ebenfalls im Oktober 2012 auf das taz-Interview, in dem ausschließlich ehemalige Mädchenmannschafts-Autorinnen interviewt wurden. Sie legte dar, dass das Gründungsteam in einer der ersten Trennungsphasen zuvor geplant hätte, ein neues Projekt zu gründen, um dann den kompletten Mädchenmannschaftsblog ad acta zu legen, was von den verbliebenen Aktiven jedoch verhindert wurde: "Jetzt sehen wir da einen Artikel, in dem zwei der Gründerinnen zitiert werden und eine MM-Bloggerin, die zusammen mit Barbara Streidl und Susanne Klingner die MM vor 1,5 Jahren verlassen hat. Die Gründe hierfür werden natürlich nicht genannt, sie haben jedenfalls nur indirekt mit inhaltlichen Veränderungen auf der MM zu tun. Denn konkret ging es um die Realisierung eines neuen Projektes. Nach dem Wunsch der drei Ausgestiegenen hätte dieses neue Projekt die MM ersetzt. Die MM wäre also zum jetzigen Zeitpunkt schon nicht mehr existent gewesen.'"